# Nowohryhoriwka (Mykolajiw, Stepowe)
Nowohryhoriwka (ukrainisch Новогригорівка; russisch Новогригоровка Nowogrigorowka) ist ein Dorf in der ukrainischen Oblast Mykolajiw mit etwa 200 Einwohnern (2015).

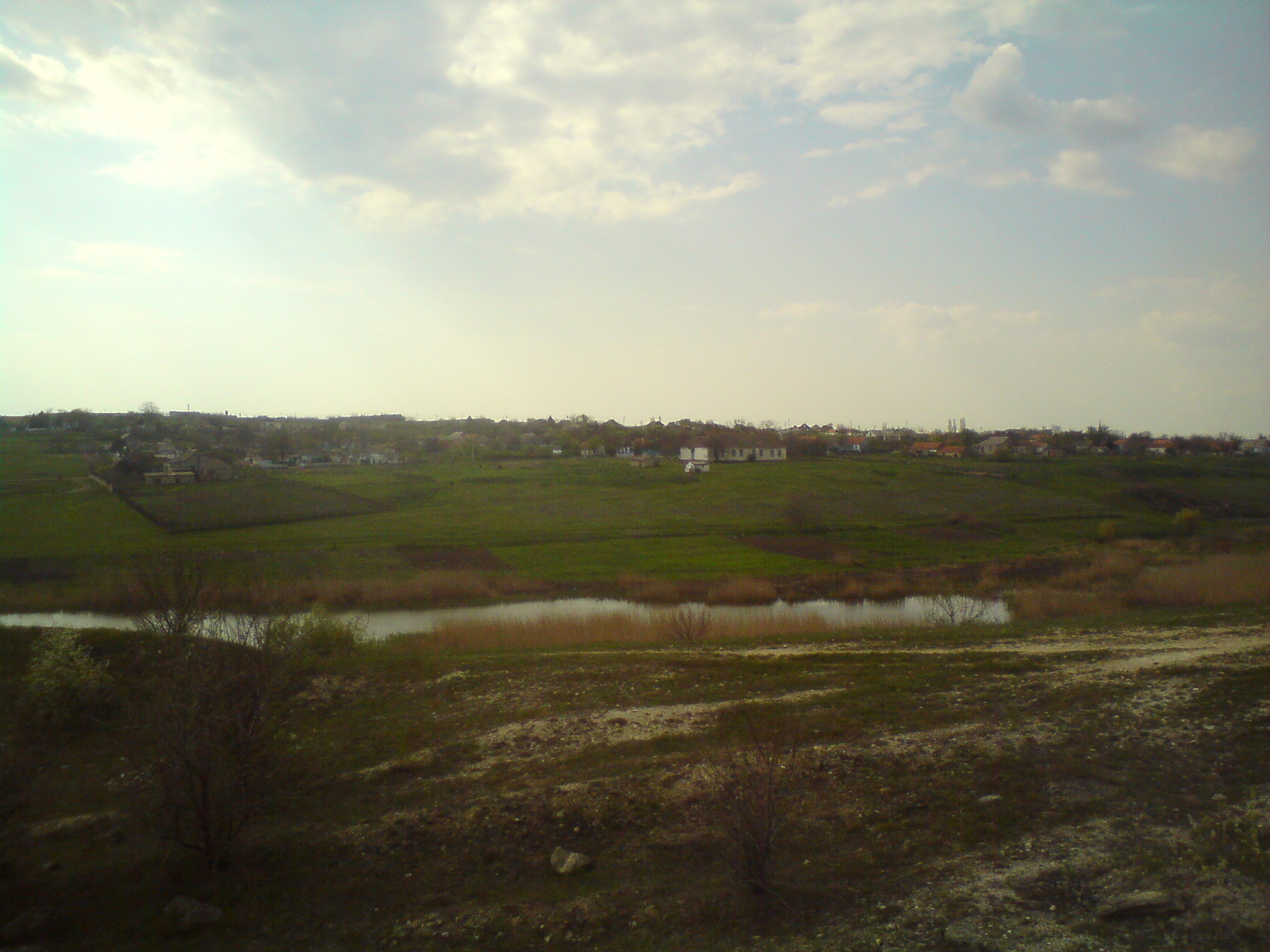
Blick auf Nowohryhoriwka

## Geschichte
Das Dorf wurde 1767 erstmals auf einer Karte des italienischen Kartografen Giovanni Antonio Rizzi Zannoni (1736–1814) schriftlich als Tschubowke (Чубовке) erwähnt. Im 19. Jahrhundert änderte das Dorf seinen Namen in Nowohryhoriwka.
Die Einwohnerzahl der Ortschaft betrug 1858 insgesamt 271 Menschen, davon 136 Männer und 137 Frauen. Während der rumänischen Besatzung (das Dorf lag während des Zweiten Weltkrieges im rumänisch besetzten Gebiet Gouvernement Transnistrien) wurde das Dorf an die neu erbaute Schmalspurbahn Varvarovca (Варварівка Warwariwka, heute ein auf dem rechten Ufer der Bugs gelegener Stadtteil von Mykolajiw)-Nowohryhoriwka-Trychaty (Трихати) angeschlossen und mit einer Bahnstation versehen.
Die Bahn war bis Anfang der 1990er Jahre in Betrieb.

## Geografische Lage
Die Ortschaft liegt auf einer Höhe von 41 m am Ufer des Baches Solonycha (Солониха), 13 km südöstlich vom Gemeindezentrum Michailiwka (Михайлівка) und 28 km nordwestlich vom Rajon- und Oblastzentrum Mykolajiw.
Sechs Kilometer westlich vom Dorf verläuft die Territorialstraße T–15–06.
2019 wurde das Dorf ein Teil der neugegründeten Landgemeinde Mychajliwka, bis dahin war es Teil der Landratsgemeinde Krynytschky (Криничанська сільська рада/Krynytschanska silska rada) im Norden des Rajons Mykolajiw.
Am 12. Juni 2020 wurde das Dorf dann ein Teil der Landgemeinde Stepowe.

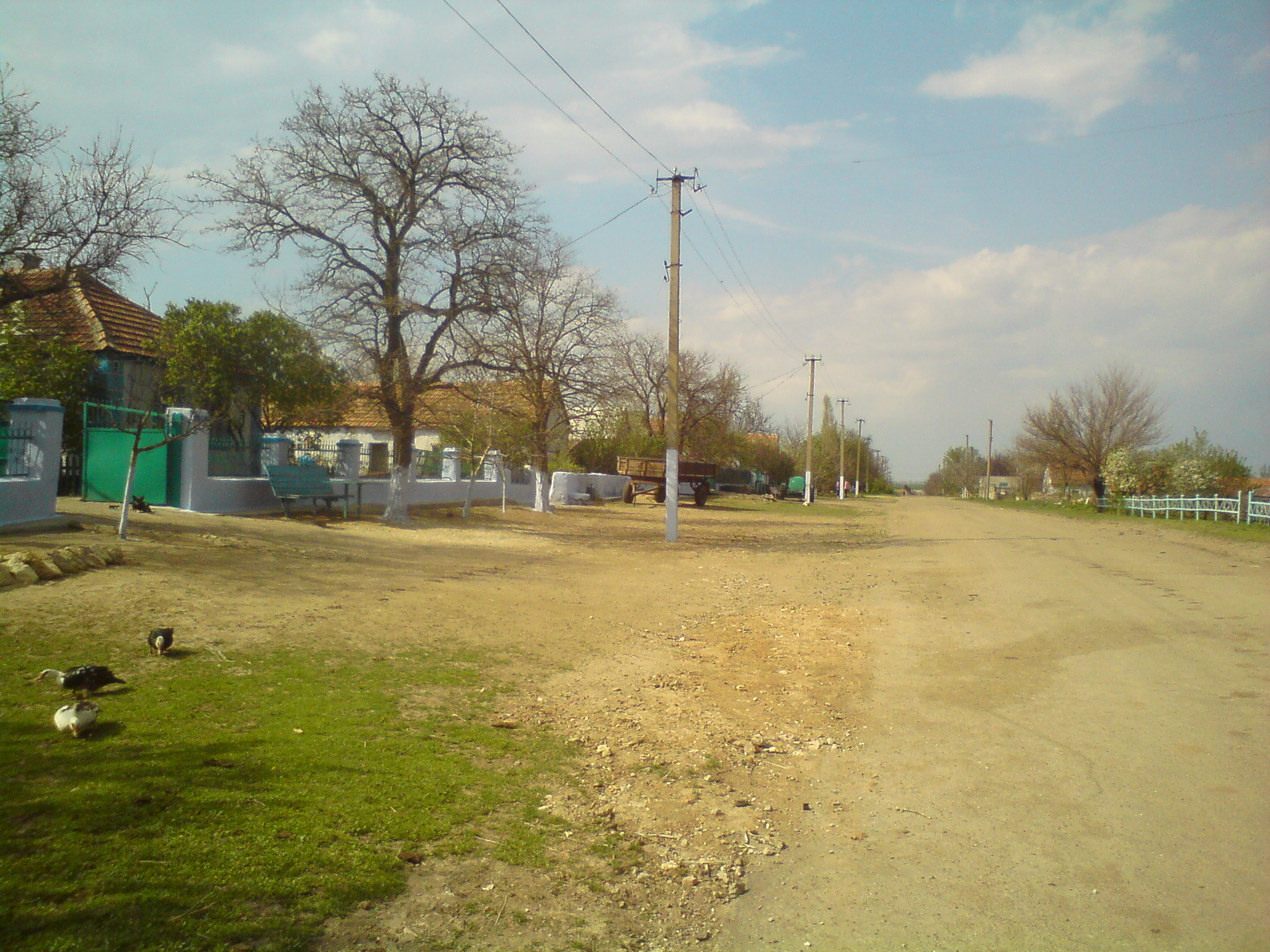
Dorfstraße
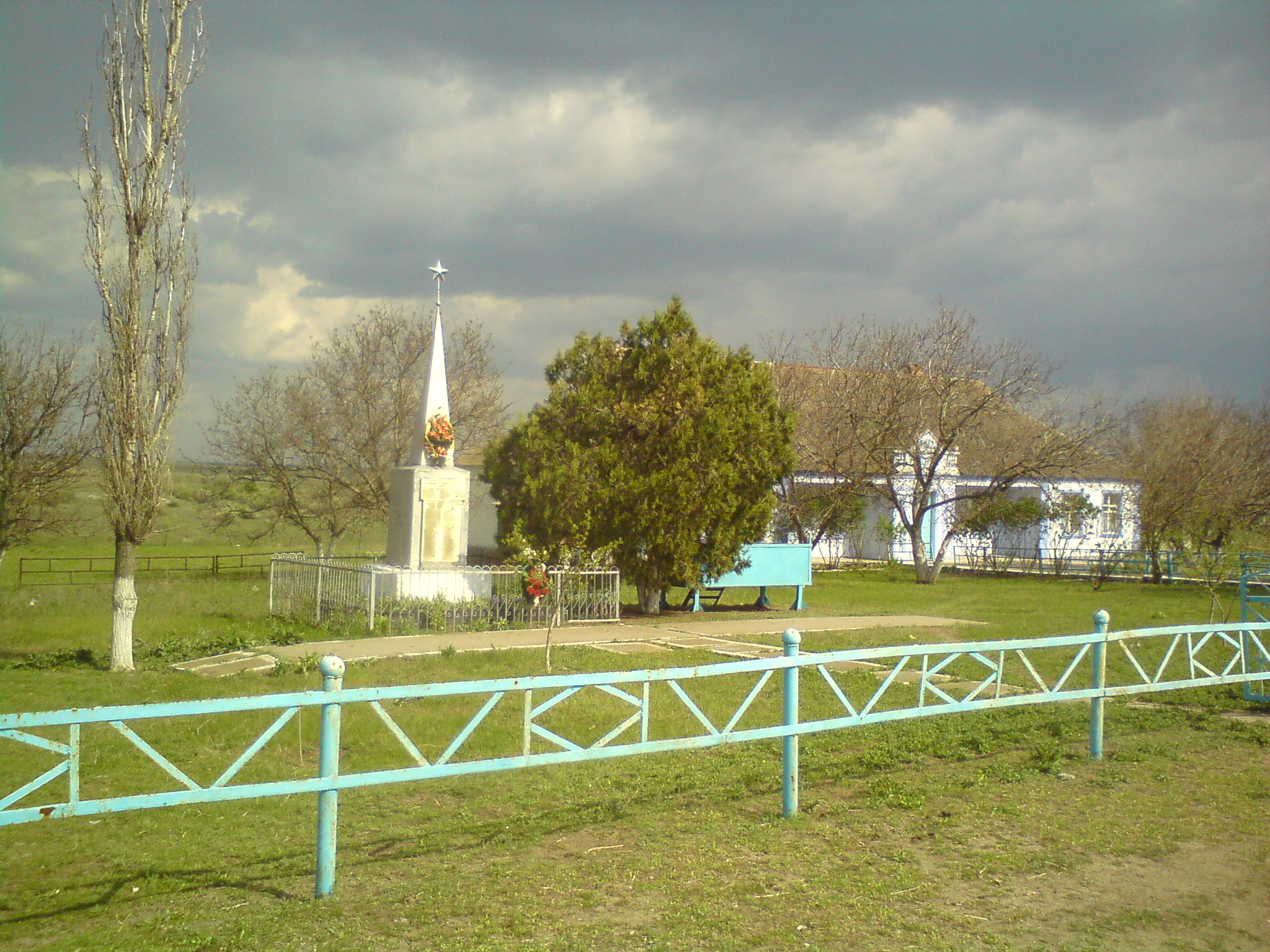
Kriegerdenkmal
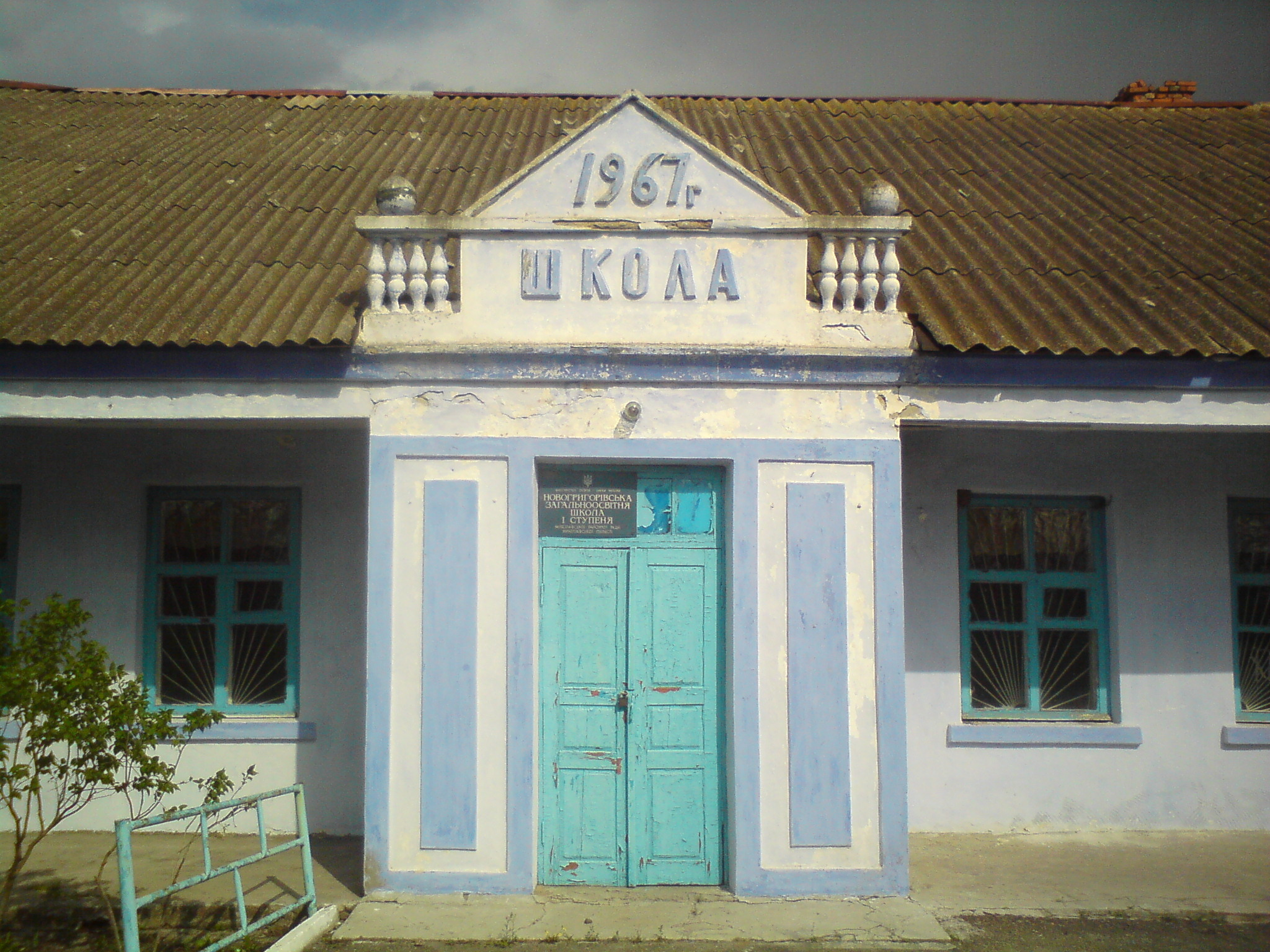
Dorfschule
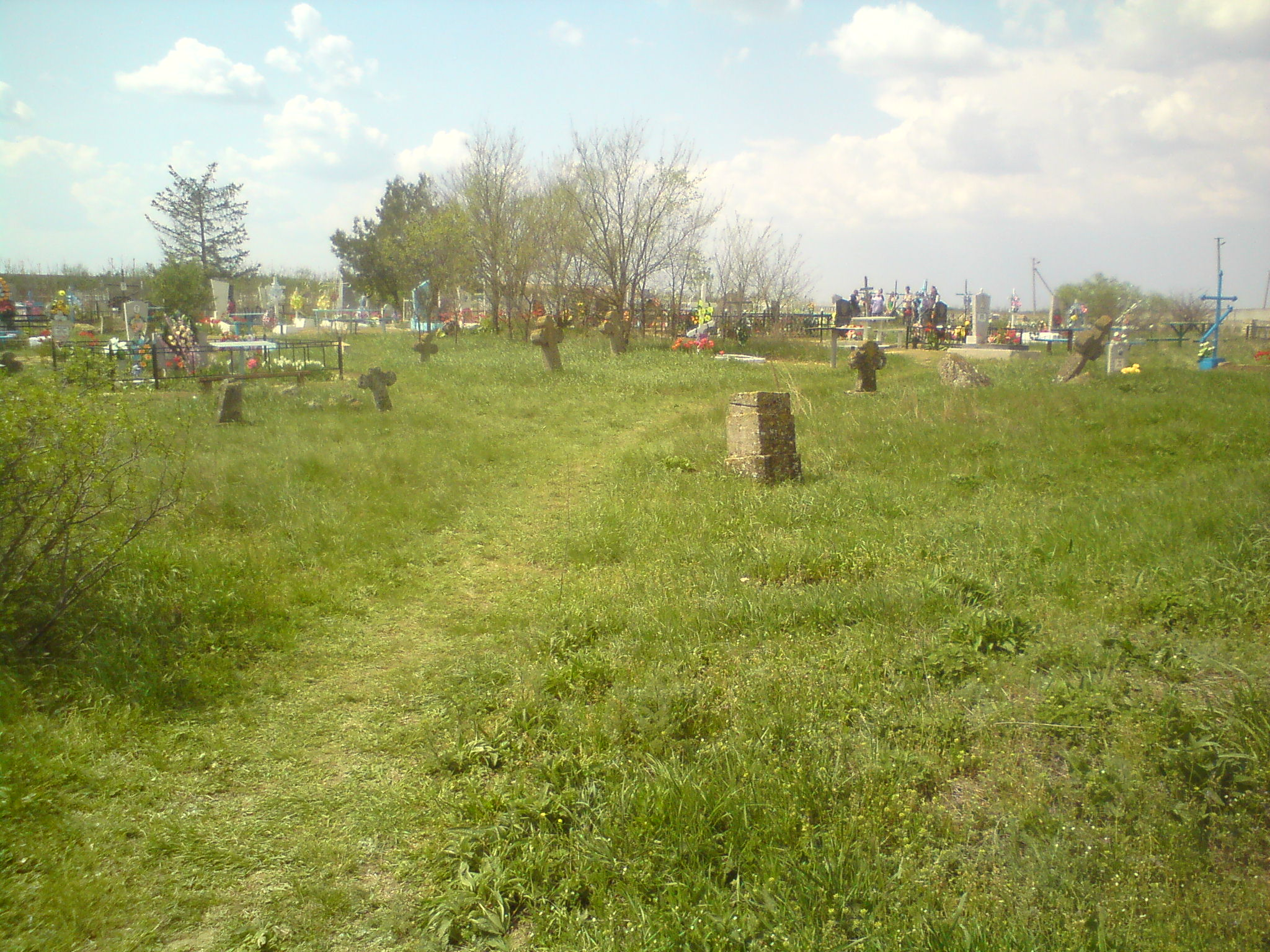
Friedhof